# عبد الله يوسف (لاعب كرة قدم قطري)
عبد الله سر الختم يوسف (مواليد 10 أبريل 2002) هو لاعب كرة قدم قطري يلعب مع نادي الغرافة في دوري نجوم قطر كمدافع .